# Hours (filme)
Hours (prt: Horas; bra: Contagem Regressiva) é um filme de suspense americano de 2013 dirigido e escrito por Eric Heisserer. O filme é estrelado por Paul Walker, Genesis Rodriguez, TJ Hassan, Shane Jacobsen e Judd Lormand. O filme estreou em 10 de março de 2013 no South by Southwest Film Festival no Topfer Theatre em Austin, Texas. Foi lançado em 13 de dezembro de 2013, duas semanas após a morte de Paul Walker em 30 de novembro de 2013.

## Enredo
Em 2005, antes do furacão Katrina atingir Nova Orleans, Nolan Hayes leva sua esposa Abigail Hayes às pressas para a sala de emergência, pois ela está em trabalho de parto cinco semanas antes. O médico explica a Nolan que sua esposa deu à luz uma menina, mas perdeu a vida no processo devido a insuficiência hepática. Nolan se recusa a aceitar sua morte e está de luto. Ele então descobre que seu bebê recém-nascido precisa ser mantido em um ventilador pelos próximos dois dias antes que ele possa respirar por conta própria. O único problema é que o furacão está começando a inundar o hospital e o ventilador não pode ser movido.
Quando o furacão se torna muito forte, todos no hospital, incluindo médicos e enfermeiros, evacuam o prédio, deixando apenas Nolan e seu bebê (a quem ele chama de Abigail, em homenagem à mãe) no hospital vazio. Uma das enfermeiras promete trazer ajuda e vai embora, porque Nolan não está disposto a abandonar seu bebê. A energia acaba e Nolan é forçado a encontrar uma maneira de manter seu bebê vivo. Ele encontra um gerador de manivela em uma despensa e é capaz de carregar manualmente a bateria do ventilador, mas ela só mantém a carga por três minutos. Ele também encontra mais alguns IVs para manter a bebê  nutrida, e alguns alimentos e bebidas para ele se manter vivo também. A cada carga, a vida útil da bateria diminui. Usando apenas essa quantidade de tempo, Nolan tenta fazer malabarismos tentando obter ajuda fora do hospital e correndo para ajudar seu bebê antes que o tempo acabe. Às vezes, Nolan se senta com seu bebê e conta a história de como conheceu a mãe dela, para ajudar a manter-se preocupado. (Os dois se conheceram depois de impedir um assalto a banco juntos. )
Depois disso, Nolan encontra um cachorro de rua escondido no hospital e cuida dele. Ele nomeia o cachorro Sherlock enquanto também tem ilusões de conversar com sua falecida esposa. Nolan vai ao telhado para encontrar helicópteros voando ao redor do prédio. Quando ele tenta sinalizar um, os criminosos o distraem atirando nele, exigindo ser resgatado primeiro. Isso deixa Nolan furioso, mas ele precisa voltar para a filha para carregar a bateria antes que possa fazer mais. Nolan também consegue encontrar uma ambulância em uma rua inundada do lado de fora. Ele pede ajuda pelo rádio da ambulância, mas mal pode esperar pela resposta quando tiver que voltar ao quarto para carregar a bateria.
Nolan tenta encontrar uma bateria sobressalente, mas não tem sorte. Depois de correr de volta para cima e carregar a bateria, ele retorna e encontra um gerador em um porão inundado, mas está arruinado pela água e quase o eletrocuta. Nolan mal retorna ao quarto a tempo de carregar a bateria novamente. Apesar de estar acordado por mais de 36 horas sem energia e com pouca comida (sua mão foi cortada por acionar o gerador), Nolan continua inventando maneiras mais inteligentes de carregar a bateria (ou seja, usando o pé e depois uma haste). Ele também brinca com Sherlock, como jogar com ele e compartilhar sua carne do almoço, dada a ele por um dos cozinheiros do hospital.
Saqueadores logo começam a invadir o hospital e roubar comida, remédios e água salina para o bebê. Um entra no quarto de Nolan e tenta roubar comida, mas é atacado por Sherlock, que o expulsa. Nolan mais tarde percebe que este homem roubou e matou a enfermeira que estava trazendo suprimentos (como ela prometeu anteriormente). Como não dorme há quase dois dias, Nolan toma uma injeção de adrenalina para se manter acordado. Mais dois saqueadores depois invadem o hospital e tentam roubar drogas para se drogar e vender. Quando Nolan descobre que ambos estão armados, Nolan toma duas doses de adrenalina e se esgueira em uma, injetando-o e dando-lhe uma overdose fatal. Nolan pega seu rifle de ação de alavanca Marlin 336 e surpreende o outro bandido, que descobriu seu bebê. Nolan balança a cabeça "não" enquanto segura o rifle nele, tentando fazê-lo deixá-los em paz. No entanto, o homem tenta atirar em Nolan em vingança, então Nolan atira na cabeça dele, prometendo a sua filha que ele não deixará ninguém machucá-la.
Nolan agora está tão exausto que não consegue mais manuseá-la com a mão. Nolan tem que usar as duas mãos para girar lentamente a maçaneta, mas a quebra acidentalmente. As tentativas de Nolan de consertar o gerador de manivela falham, então ele faz respiração boca a boca para mantê-la viva. Antes que ele possa fazer mais, Nolan desmaia de choque, estresse e exaustão. Nolan então ouve o apito do ventilador; está ficando sem energia. No entanto, ele está muito fraco para se levantar. Nolan aceita que falhou com sua filha. Mas Sherlock vem em seu auxílio e traz dois paramédicos com ele para salvar Nolan e arrastá-lo para fora. Quando Nolan acorda, os paramédicos ouvem seu bebê chorando e correm para encontrá-la. Abigail finalmente aprendeu a respirar sozinha. Os paramédicos dão a Nolan seu bebê e os dois se abraçam, com Nolan chorando de alegria ao serem trazidos para a segurança.

## Elenco
- Paul Walker como Nolan Hayes
- Genesis Rodriguez como Abigail Hayes
- TJ Hassan como Jeremy
- Shane Jacobsen como Marc
- Judd Lormand como Glenn
- Nancy Nave como Sandra
- Michelle Torres como vítima do furacão Katrina
- Kerry Cahill como enfermeira Shelly
- Yohance Myles como Dr. Edmonds
- Natalia Safran como Karen
- Elton LeBlanc como paramédico
- Tony Bentley como Doutor
- Emily D. Haley como Paciente
- Christopher Matthew Cook como Lenny
- Cynthia LeBlanc como enfermeira-chefe
- Lena Clark como Lucy

## Recepção
No Rotten Tomatoes, um agregador de críticas, o filme tem um índice de aprovação de 61% com uma classificação média de 5,05/10, com base em 33 críticas. No Metacritic, o filme tem uma pontuação média ponderada de 55 em 100, com base em 16 críticos, indicando "críticas mistas ou médias".
O crítico de cinema da Variety, Joe Leydon, escreveu que ' a configuração engenhosamente simples de Hours é astutamente explorada para o máximo de suspense".